# Toulis-et-Attencourt
Toulis-et-Attencourt é uma comuna francesa na região administrativa de Altos da França, no departamento de Aisne. Estende-se por uma área de 7,42 km². Em 2010 a comuna tinha 125 habitantes (densidade: 16,8 hab./km²).